# Aharon Meskin
Aharon Meskin (en hebreo: אהרן מסקין‎); (Shumiachi, Imperio ruso, 22 de marzo de 1898 – Tel Aviv, Israel, 11 de noviembre de 1974) fue un actor de teatro israelí.

## Biografía
Aharon Meskin nació en 1898 en Shumiachi en el Imperio Ruso (actualmente Bielorrusia). Sus padres fueron Moshe Meskin y Rashel Chasanov. Después de la Revolución Rusa, Maskin se unió al Ejército Rojo, en el que fue oficial y, en 1919, fue responsable de la distribución de alimentos a los residentes de Moscú. Durante este período, se reunió con miembros del recientemente fundado Teatro Habima en Moscú y les proporcionó comida.
Se unió al Teatro Habima en 1922 y apareció en su producción de la obra El Dybbuk de S. Ansky. En 1928, emigró a Eretz Israel junto con el teatro.
Durante su carrera en el escenario hebreo, Meskin interpretó muchos papeles principales, incluido Otelo; el Golem; Shylock (en El mercader de Venecia); Willy Loman en Muerte de un viajante; el pastor negro Stephen Kumalo en Llanto por la tierra amada; Capitán Queeg en El motín del Caine y muchos otros. Su última actuación fue en The Gypsies of Jaffa de Nisim Aloni, producida en 1971.
Aharon Maskin murió en 1974, a la edad de 76 años, y fue enterrado en la sección de artistas y escritores del cementerio Kiryat Shaul en Tel Aviv en un funeral muy concurrido.

## Premios y reconocimientos
- En 1960, Meskin recibió el Premio Israel en Teatro.[12][3]

## Galería
|                                      |
| Aharon Meskin en sala de maquillaje. |

|                                                                       |
| Ben Gurión otorga el Premio Israel de Teatro de 1960 a Aharon Meskin. |

|                                                      |
| Placa conmemorativa en la casa de Meskin en Tel Aviv |

|                                             |
| Escultura de Aharon Meskin por Zeev Ben-Zvi |